# Глаголєв Олексій Олександрович
Олексій Олександрович Глаголєв (20 травня (2 червня) 1901 , Київ  — 23 січня 1972 , Київ, СРСР ) — протоієрей, священнослужитель Російської православної церкви, Праведник народів світу.

## Сім'я і освіта
Народився в сім'ї Олександра Глаголєва, викладача Київської духовної академії, пізніше протоієрея і професора, який загинув у київській тюрмі в 1937 році. Мати — Зінаїда Петрівна, уроджена Слєсаревська, дочка завідувача бібліотеки Київської духовної академії. Брат — Сергій, сестра — Варвара.
Закінчив із відзнакою Третю київську гімназію. З 1919 року навчався в Київській духовній академії, яку закінчив у 1923 році. В цей період академія функціонувала неофіційно, позаяк була закрита більшовицькою владою. У 1926 році одружився з Тетяною Павлівною, уродженою Булашевич, дочкою цукрозаводчика — вони разом входили до складу парафії київського священника Анатолія Жураковського. Діти: Магдалина (нар. 1926), Микола (нар. 1928), Марія (нар. 1943).

## Життя в 1930-і роки
7 травня 1932 року Олексій Глаголєв був заарештований за обвинуваченням у контрреволюційній діяльності, через тиждень звільнений через відсутність доказів, але позбавлений виборчих прав як син «служителя культу». Працював бетонярем, сторожем дитячого садка, вагарем на Фруктоварочному заводі. В 1936 році вступив на фізико-математичний факультет Київського педагогічного інституту, який закінчив у 1940 році. Належав до «катакомбної церкви», в 1940 році їздив у Грузію для таємного прийняття сану священника у грузинського католикоса, але той відмовився, заявивши, що «у вас будуть скоро свої єпископи».

## Священник
1941 року, після початку німецько-радянської війни, був висвячений на священника архієпископом Олексієм (Громадським), служив у Києві в Покровській церкві (у щойно відкритому «теплому» храмі Іоанна Воїна, що знаходився при цій церкві, оскільки сама Покровська церква була закрита).

### Порятунок євреїв під час окупації
Під час нацистської окупації Києва брав участь разом з членами своєї сім'ї в порятунку євреїв — ховав їх у своєму житлі (церковному напівпідвалі) і в будинках, які належали до приходу Покровської церкви (паспортисткою в них працювала дружина о. Олексія, а управдомом — його друг Олександр Григорович Горбовський). Також він видавав їм свідоцтва про хрещення на старих бланках, що залишилися від протоієрея Олександра Глаголєва. Одній єврейці Тетяна Павлівна Глаголєва віддала свій паспорт, у який була вклеєна фотографія жінки, що переховувалася. За спогадами о. Олексія, 

моя дружина мало не поплатилася життям за свій відчайдушний вчинок. Гестапівці, що ходили по квартирах із метою реквізиції, почали вимагати в неї паспорт і, коли його не виявилося, заявили, що відведуть дружину мою в гестапо як підозрілу особу. А вже з гестапо рідко хто повертався додому. Ледве-ледве вдалося їх ублагати залишити дружину в спокої, засвідчивши показаннями свідків її особу.

Серед врятованих була і російська сім'я підполковника Червоної армії — його дружина і шестеро дітей. Сім'я Глаголєвих піддавалася значному ризику — за переховування євреїв загрожував розстріл — але все одно продовжувала рятувати людей, незважаючи на вагітність дружини о. Олексія Тетяни (в 1943 році вона народила дочку Марію).
У 1943 році служив у лікарняній церкві Преподобного Агапіта Цілителя в Покровському монастирі. Залишався на Подолі (разом із людьми, яких переховував), попри вимогу німецької влади до всіх жителів покинути цю частину Києва. Восени 1943 року був затриманий нацистами, двічі побитий і разом із сином відправлений у Німеччину, але зумів утекти. В 1945 році на прохання священноначалля склав записку на ім'я першого секретаря ЦК Компартії України М. С. Хрущова про порятунок сім'єю Глаголєвих євреїв під час окупації.

### Післявоєнна діяльність
Після війни продовжував служити в Покровській церкві аж до її закриття в 1960 році, керував її ремонтом. Потім служив в Хрестовоздвиженській церкві й у Флорівському монастирі. Протягом останніх п'яти років свого життя був другим священником у церкві Покрови Божої Матері на Солом'янці. В кінці життя був тяжко хворий (як наслідок побиття нацистами в 1943 році), переніс кілька порожнинних операцій.

## Характеристика особистості
У нарисі Сергія Кокуріна «Глаголєви: важка правда» дається така характеристика о. Олексія: 

Завзятість, з якою Олексій Глаголєв йшов проти течії, мало зрозуміла обивателю. Нелегко, напевно, зрозуміти, звідки в цій невисокого зросту, аж ніяк не «мужнього виду» людині бралася непоказна безстрашність. Він зовсім не вирізнявся фізичною силою, був навіть слабкий (ще в гімназії йому діставалося від товаришів, захищав його... молодший брат Сергій). Але цей крихкий інтелігент в окулярах в 1936 році на очах у всіх ніс на собі по вулицях Подолу хрест, скинутий з купола церкви Миколи Доброго і, незважаючи на погрози комсомольців, зберігав його (як ікони і всі речі батька) в квартирі на Дегтярній. Єдиним священником в Києві, що відмовився в квітні 1942 року служити молебень Гітлеру на честь дня його народження, був о. Олексій. Він не побоявся в 1946 році поселити в Варваріїнській церкві (де тимчасово жили солдати, яких виписували з госпіталю) сім'ю киян, яка за рішенням суду повинна була о 24 годині забратися з Києва (в їх квартирі на Андріївському узвозі оселився енкаведист).

## Пам'ять про о. Олексія Глаголєва

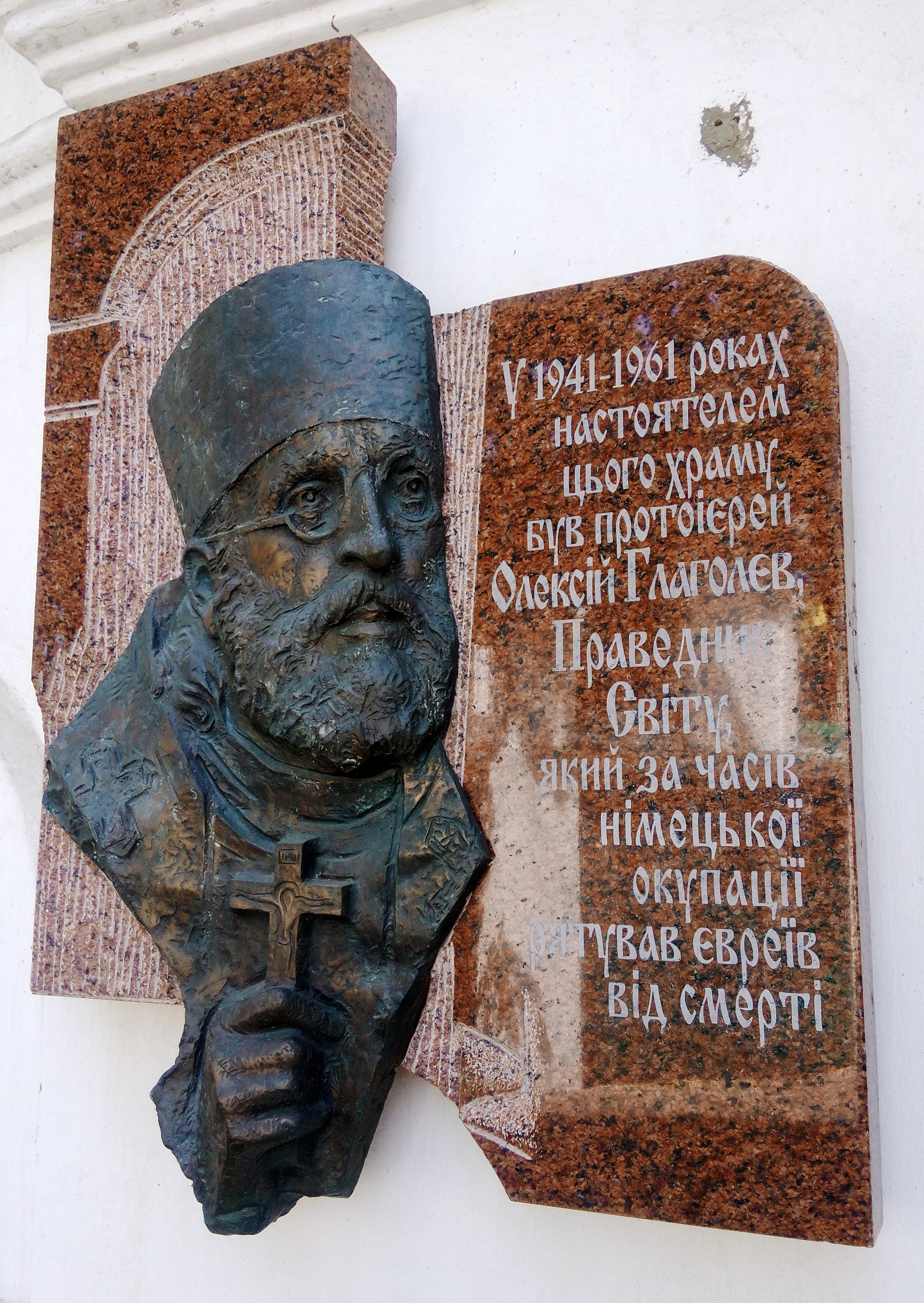
Меморіальна дошка Олексію Глаголєву на фасаді Свято-Покровської Подільської церкви в Києві

В 1992 році інститут Яд Вашем (Єрусалим) оголосив про присвоєння почесного звання Праведників народів світу о. Олексію, його дружині Тетяні Павлівні, їх дочці Магдалині Пальян-Глаголєвій. В 2001 році це звання було присвоєно і синові о. Олексія Миколі, який був зв'язковим між своїми батьками і людьми, яких рятували.
У 2020 році проєкт Слово Праведника випустив документальний фільм, присвячений Родині Глаголєвих.
30 січня 2002 року до сторіччя протоієрея Олексія Глаголєва на стіні Києво-Могилянської академії (вул. Волоська, д. 8/5, корп. 4) встановлено меморіальну дошку, присвячену священникам Олександру та Олексію Глаголєвим.
2022 року на честь Олексія та його батька Олександра назвали вулицю в Києві.